# Abraham Moses Luncz

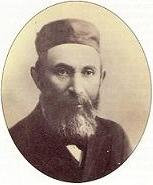
Abraham Moses Luncz

Abraham Moses Luncz (hebräisch אברהם משה לונץ; * 2. Dezember 1854 in Kaunas, Russisches Kaiserreich; † 14. April 1918 in Jerusalem) war ein jüdischer Gelehrter, Autor und Verleger.

## Leben und Wirken
In Kaunas (dt. veraltet Kauen) geboren, kam er im Alter von 15 Jahren mit seinen Eltern nach Jerusalem, lernte dort auf der Jeschiwa „Ez Chaim“ (dt. Lebensbaum) und wurde dort unter anderem in säkularen Studien der Literatur der Haskala, der jüdischen Aufklärung, unterrichtet.
Zusammen mit Israel Dow Frumkin gründete er die erste öffentliche Bibliothek in Jerusalem, die sie nach Moses Montefiore benannten, die aber kurze Zeit später wieder geschlossen wurde. Im Jahre 1873 begann er Artikel in Frumkins Literaturzeitschrift „Habazeleth“ zu veröffentlichen, in denen er scharfe Kritik an der Chaluka, der organisierten Sammlung von Geldern für die jüdische Besiedlung Palästinas und die für die Sammlung verantwortlichen Gabbaim übte. Andererseits stand er der Jerusalemer jüdischen Gemeinde gegen die Angriffe von Heinrich Graetz bei. Er verfasste  mehrere geographische Schriften, 1876 schrieb er einen hebräischen Führer der Stadt Jerusalem mit dem Titel – „Netiwot Zion Wejeruschalajm“ (dt. Wege in Zion und Jerusalem).
Luncz erblindete im Alter von 24 Jahren und gründete zusammen mit Koisewski eine Blindenanstalt in Jerusalem. Er besaß eine Druckerpresse, mit der er die Arbeiten mehrerer palästinensischer Gelehrter veröffentlichte, unter den ersten befanden sich Estori Farchis Kaftor waPerach (dt. „Knopf und Blume“) und Josef Schwarzs Twu'ot haAretz (dt. „Ernte“). Im Jahre 1904 druckte er eine neue Ausgabe des Jerusalemer Talmud mit Kommentaren und Einleitung.
Bis zu seinem Tod im Jahre 1918 beschäftigte er sich mit dem Verfassen und Herausgeben von geographischem Material über Palästina. Sein Werk enthält eine Fülle von Informationen betreffend der Tätigkeiten der Juden von Jerusalem und ihren Heimatstädten. Er wurde auf dem Jüdischen Friedhof am Ölberg bestattet.

## Werke
- „Netiwot Zion weJeruschalajm“ (vol. i., 1876)
- „Jahrbuch zur Beförderung einer Wissenschaftlich Genauen Kenntnis des Jetzigen und des Alten Palästina“ (Jerusalem, 6 Bände, herausgegeben zwischen 1881 und 1903)
- „Literarischer Palästina-Almanach“ (10 Bände, herausgegeben zwischen 1881 und 1904)